# 阿马塔·卡布阿
阿馬塔·卡布阿（英語：Amata Kabua；1928年11月17日—1996年12月20日），馬紹爾群島開國總統兼首任外交部長，執政長達17年。

## 生平
阿馬塔·卡布阿於1928年出生，父親是部落酋長，是卡布阿大王（Kabua the Great）的後代，父母均曾擔任太平洋託管地官員，其中阿馬塔的父親於1953年在美國與後來的總統林登·約翰遜會面過。1955年畢業於美國夏威夷大學，後來回到馬紹爾群島從事教育工作，也曾經擔任過教師。 1963年當選參議員後，他參與太平洋群島託管地密克羅尼西亞議會至1979年馬紹爾群島獲得自治，在1979年11月17日當選第一任馬紹爾群島共和國總統，而當天也是他的51歲生日。 1982年，他以總統兼外交部長的身份與美國簽署《自由聯繫條約》。此後，他多次連任總統一職。 1996年12月20日，阿馬塔·卡布阿在總統任內因病去世。其次子大衛·柯布亞則在24年之後被選為第9任馬紹爾群島總統。
1991年之後采用的馬紹爾群島國歌正是由阿馬塔總統填詞，而馬紹爾群島國旗則由第一夫人Emlain Kabua設計。

## 與中國的關係
阿馬塔是目前唯一一位訪問過中華人民共和國的馬紹爾群島共和國總統，在他總統任期內的1990年11月16日與中華人民共和國建交。他從1979年擔任總統到1996年去世，曾經4次訪華，他在1986年以私人身份訪華，參觀了同年的廣交會和訪問廣州市，然後在1991年進行建交後的第一次國事訪問，這一次訪問他和夫人以及訪問團參觀了頤和園，而且在園內購買了很多紀念品，在來客留言本上寫下“非常愉快，令人難忘”的評語以及簽名，阿馬塔也對中國傳統建築文化表示讚賞，之後卡布阿總統一行還訪問了上海、廣州和深圳。結束訪問後在3月21日乘飛機經東京返回馬朱羅。 1992年5月再一次訪問中國，這次雖然是非正式的訪問，但依舊得到中方熱烈歡迎，由外交部副部長田曾佩前往機場迎接，阿馬塔總統出席了馬紹爾群島駐華使館的開館儀式。第二天卡布阿總統與楊尚昆主席舉行了會面，這次見面後雙方簽訂了《中馬兩國政府民用航空運輸協定》，進一步深化兩國關係和合作協定。1995年4月，阿馬塔總統應中國國家主席江澤民的邀請來中國進行訪問，是次訪問為期六天，阿馬塔於4月21日晚從東京轉飛機抵達上海，與江澤民共同遊覽上海夜景。4月23日-24日，江澤民與阿馬塔在北京人民大會堂舉行會談，中方對馬方增加了援助，而馬方承認一個中國的原則，同時表示對中國的高度發展非常欣賞，是次會談簽定了《中馬兩國政府經濟技術合作協定》等4份雙方合作的文件，總統也在4月25日與時任中國總理李鵬會面，表示希望馬中兩國保持友好合作。 
在他去世後，時任中國國家主席江澤民給代總統庫尼奥·萊馬雷致唁電，稱卡布阿總統是中國人民的老朋友，並感謝他對馬中友好合作關係和人民友誼作出的貢獻。

## 紀念
位於馬紹爾群島首都馬朱羅的國際機場全名稱為馬紹爾群島國際機場 阿瑪塔卡布阿國際機場（Marshall Islands International Airport Amata Kabua International Airport），以紀念這一位帶領國家獨立及領導國家十七年的國父。